# You (romanzo)
You, conosciuto anche come Tu (titolo della prima edizione italiana), è un romanzo thriller psicologico di Caroline Kepnes, pubblicato il 30 settembre 2014 negli Stati Uniti.
Il libro ha avuto un grande successo ed è stato tradotto in diciannove lingue. È stato finalista per un CWA New Blood Award ed è stato trasformato in un'omonima serie televisiva  andata in onda negli Stati Uniti su Lifetime e distribuita internazionalmente su Netflix.
Caroline Kepnes ha pubblicato nel 2016 il seguito Hidden Bodies., un seguito della storia di You.

## Trama
Guinevere Beck, aspirante scrittrice, è insegnante di yoga e contemporaneamente lavora al suo dottorato in scrittura creativa. Quando entra in una libreria dell'East Village di New York, il gestore, Joe Goldberg, viene immediatamente colpito dalla bellezza di lei. La cosa è reciproca: bello, intelligente e carismatico, Joe sembra fatto apposta per Beck.
Tuttavia, dietro l’apparenza del ragazzo perfetto, Joe in realtà è un terribile assassino.
Nella libreria Joe segue Beck ed i due fanno conoscenza iniziando un discorso su alcune delle loro letture. Da quel momento Joe sviluppa la sua ossessione verso Beck: la cerca sui social, la segue a casa, al lavoro, e cerca continuamente informazioni su di lei. Usando internet e i social network come strumenti per raccogliere i dettagli più intimi e avvicinarsi al mondo della ragazza, Joe scopre dove abita Beck, si apposta sotto la sua finestra per spiarla, inizia a frequentare i locali nei quali la ragazza si incontra con le amiche e si fa trovare al posto giusto al momento giusto.
Il disturbo mentale di cui Joe soffre è stato causato da Mr. Mooney, proprietario della libreria che Joe gestisce e dalla difficile infanzia, con una madre quasi assente e un padre violento. Mr. Mooney ha adottato Joe, rimasto orfano da bambino, facendolo crescere in modo molto duro, sottoponendolo a severe punizioni, rinchiudendolo nel sotterraneo della libreria anche solo per non aver letto attentamente un libro. Joe ha sofferto molto per come è stato trattato dal Mr. Mooney e sarà questo che da adulto lo renderà uno stalker e assassino.
Questo amore ossessione verso Beck porterà Joe ad allontanarla da tutte le persone che si riveleranno un pericolo per la loro relazione e ad eliminare, silenziosamente e strategicamente, qualsiasi ostacolo e persona gli sbarri la strada.
In un'occasione in cui Beck, ubriaca, cade sulle rotaie della metropolitana, Joe le salva la vita. Poi Joe uccide Benji, il fidanzato di Beck, senza che lei sappia chi è il colpevole. A quel punto i due cominciano una vera e propria relazione, che inizialmente sembra la definizione di amore ideale.
A disturbare la quiete della loro relazione si mette in mezzo Peach, la migliore amica di Beck, che a sua volta è innamorata e ossessionata da lei. Joe continua a spiare Beck e inizia a farlo anche con Peach per cercare di ottenere più informazioni possibili su di lei, al fine di ucciderla. Joe segue le due amiche mentre sono in vacanza assieme nella villa di Peach e uccide quest'ultima colpendola, mentre correva, con un sasso alla testa.
Beck non ha idea di cosa stia facendo Joe alle sue spalle. Successivamente i due si allontanano e decidono di lasciarsi. Joe inizialmente non accetta la cosa e continua a spiare Beck, scoprendo che ha iniziato, mentre stavano ancora assieme, una relazione col suo terapista. Joe impazzisce, deluso da Beck.
Nel frattempo Beck mentre è a casa di Joe scopre per caso un nascondiglio dove Joe conserva gli oggetti delle sue vittime e finalmente capisce chi ha avuto accanto. Joe preso dalla pazzia cerca Beck e la trova mentre ancora sotto shock sta uscendo di casa: la rapisce e la porta nel suo sotterraneo. Beck, anche se disperata, cerca di riconquistare la fiducia di Joe per farsi liberare, fingendo di averlo perdonato per aver ucciso i suoi amici. Ma quando Joe la libera, lei lo colpisce e cerca poi di scappare; Joe però la ferma e la uccide strangolandola.
Dopodiché Joe progetta un piano per addossare la colpa dell’omicidio di Beck al suo terapista, il quale verrà processato e ritenuto colpevole.

## Personaggi
- Joe Goldberg: è il protagonista del romanzo. Gestore di una libreria dell'East Village a New York, spia Beck riuscendo in seguito a conquistare il suo cuore.
- Guinevere Beck: è la coprotagonista del romanzo. Dottoranda alla New York University e aspirante scrittrice, si innamora di Joe.
- Peach Salinger: è la migliore amica di Beck. È la classica ragazza ricca, ossessionata e innamorata segretamente di Beck.
- Mr. Mooney: è il proprietario della libreria che adotta Joe.
- Ethan: è il commesso che lavora con Joe nella libreria.
- Annika: è la fashion influencer, amica di Beck.
- Candace: è l'ex ragazza di Joe, uccisa da lui.
- Benji: è l'ex ragazzo di Beck che verrà ucciso da Joe.

## Edizioni
Prima edizione originale
- (EN) Caroline Kepnes, You: a Novel, New York, Simon and Schuster, 2014, ISBN 9781476785592, LCCN 2014013021. (edizione brossurata: ISBN 9781476785608).

Prima edizione italiana
- Caroline Kepnes, Tu: romanzo, traduzione di Paola Bertante, Milano, Mondadori, 2015, ISBN 978-88-04-65028-7, SBN LO11563725.

Edizione italiana con il nuovo titolo
- Caroline Kepnes, You: romanzo, Milano, Mondadori, 2019, ISBN 978-88-04-71273-2, SBN UBO4359312.

## Seguito
Il seguito di You si intitola Hidden Bodies. Pubblicato da Simon and Schuster nel febbraio 2016 (ISBN 9781476785639), racconta come Joe, dopo tutti i problemi e danni creati, scappi da New York e si trasferisca a Los Angeles per iniziare una nuova vita.
Joe incontra una nuova donna per la quale sviluppa una nuova ossessione e crede che lei non saprà mai niente degli orribili fatti da lui compiuti. I delitti, però, vengono scoperti.

## Recensioni
Emma Oulton di Bustle ha elogiato il romanzo, affermando che "è uno dei libri più sconvolgenti che ho letto quest'anno, ma nonostante sia stata completamente spaventata, non sono riuscita a metterlo giù neanche per un secondo."

## Adattamento TV
Nel febbraio 2015, è stato annunciato che Greg Berlanti e Sera Gamble avrebbero sviluppato una serie televisiva basata sul romanzo.
Due anni più tardi, la serie TV è stata acquistata da Lifetime ed è stata messa in produzione velocemente. Il primo episodio della serie è stato trasmesso su Lifetime il 9 settembre 2018.
La serie televisiva ha avuto un notevole successo, la sua trama è molto simile a quella del libro.
Il 26 luglio 2018, in vista della messa in onda della prima serie, la rete TV Lifetime ha annunciato che la serie era stata rinnovata per una seconda stagione.
Il 3 dicembre 2018, è stato confermato che Lifetime era passata a produrre la seconda stagione e che Netflix aveva acquistato la serie.